# 3-й Монетчиковский переулок
Тре́тий Моне́тчиковский переу́лок — улица в центре Москвы в Замоскворечье между Валовой улицей и 2-м Новокузнецким переулком.

## История
Названия Монетчиковых переулков появилось в XIX веке по местности Монетчики, в которой жили монетчики — работники Кадашёвского монетного двора. 3-й Монетчиковский является центральным из всех шести переулков, на него выходят все за исключением 6-го.

## Описание
3-й Монетчиковский переулок начинается с внутренней стороны Садового кольца напротив Большого Строченовского переулка, проходит к центру на север. К нему последовательно примыкают 2-й Монетчиковский (слева), 5-й (справа), 1-й (слева) и 4-й (справа), заканчивается на 2-м Новокузнецком.

## Здания и сооружения
По нечётной стороне:
По чётной стороне:
- № 4/6, строение 1 — Центр коммуникативных технологий «PRОПАГАНДА».